# Zygmunt Sawczyński
Zygmunt Sawczyński herbu Sulima  (ur. 30 kwietnia 1826 w Oleksińcach w pow. czortkowskim, zm. 17 maja 1893 we Lwowie) – językoznawca i pedagog galicyjski, polityk konserwatywny i poseł do austriackiej Rady Państwa i Sejmu Krajowego Galicji, 

## Życiorys
Uczył się w gimnazjum 00. Bazylianów w Buczaczu (1838-1843). Następnie studiował na Uniwersytecie Lwowskim, gdzie ukończył dwuletni kurs filozoficzny (1843-1845) a następnie w l. 1845-1849 studia obejmujące historię, filologię słowiańską i klasyczną. Od 1846 uczestniczył w konspiracji studenckiej we Lwowie. Czynny w okresie Wiosny Ludów. Jako członek Komitetu Akademickiego zasiadał w lwowskiej Radzie Narodowej, gdzie należał do lewicy. Jednocześnie działał w oddziale ruskim RN, z którego ramienia wziął udział w Zjeździe Słowiańskim w Pradze. Brał tam udział w pracach sekcji polskiej i ruskiej, Wszedł także w skład utworzonego w czerwcu 1848 tzw. Soboru Ruskiego, grupującego księży, ziemian i inteligencję wyznania greckokatolickiego, nie uznających odrębności narodowej Rusinów. Od tego okresu konsekwentnie określał się jako "gen te Ruthenus natione Polonus". Swoje stanowisko w tej kwestii wyłożył najpełniej wyłożył w pracy opublikowanej w 1861 roku. Uważał w niej że pomimo iż język ruski (ukraiński) stanowi wśród języków słowiańskich język odrębny a Rusini odrębny naród to z powodu wspólnej historii Polaków i Rusinów dopuszczalne są poglądy uznające język ruski jedynie za dialekt języka polskiego.
Po studiach w latach 1849-1850 pracował jako zastępca nauczyciela historii w gimnazjum w Tarnowie. Wraz z trzema innymi nauczycielami tego gimnazjum podejrzany o nielojalność (Mikołajem Zyblikiewiczem, Andrzejem Oskardem i Bronisławem Tarnowskim) pozostawał pod nadzorem policyjnym. Następnie po przeniesieniu do Krakowa pracował jako nauczyciel a od 1857 profesor w Gimnazjum św. Anny, Uczył łaciny, greki, historii, geografii, języków niemieckiego i polskiego. Jego uczniami byli in. Józef Szujski i Stanisław Tarnowski, Tadeusz Wojciechowski, Kazimierz Chłędowski. Stanisław Tarnowski tak go wspominał: Tym z profesorów, który na nas działał najsilniej i piętno swego wpływu wycisnął na naszych umysłach na cale życie, był Zygmunt Sawczyński [...], w nas bardzo obudził ciekawość do historii i do literatury, część dla tego, co w jednej czy drugiej piękne a nade wszystko myślenie, którego bardzo stanowczo żądał, które cenił w nas i chwalił, gdy dostrzegał. Z kolei Kazimierz Chłędowski tak go scharakteryzował: "Sawczyński, przystojny mężczyzna, o bystrym, orlim spojrzeniu, długich bujnych czarnych włosach, wielkiej był zdolności człowiekiem, a gdyby był trochę pilniejszym, mielibyśmy byli w nim znakomitego uczonego i pisarza. Pewne ukraińskie lenistwo i bałagulstwo przygłuszało w nim wszystkie porywy do energicznej czynności, czytał tylko dużo, to co czytał przetrawił, wybornie uczył, ale na rzetelną pracę naukową lub literacką produkcję się nie zdobył. Uczył nas literatury polskiej, wykładał gładko i ciepło, interesował młodzieńcze umysły. Z dyrektorem zakładu był Sawczyński zawsze w żywych utarczkach, bo śpiąc długo , bardzo często spóźniał się do szkoły, a nadto jest rzeczą wiadomą, że wszelcy naczelnicy niezbyt lubią zdolniejszych od siebie podwładnych. W okresie pracy w gimnazjum publikował w "Czasie" artykuły poświęcone sprawom szkolnym. W l. 1855-1856, dzięki uzyskanemu stypendium rządowemu, studiował historię na uniwersytecie w Wiedniu i przygotowywał się do egzaminu na profesora gimnazjalnego. Opublikował wówczas w 1857 i 1860 jedyną, oryginalną, źródłową pracę historyczną dotyczącą panowania cesarza Rudolfa II.
Jednocześnie jako osoba podejrzana politycznie znajdował się pod stałym nadzorem policji.  Gdy w listopadzie 1860 wybuchły w Krakowie demonstracje uczniów i studentów wywołane zakazem urządzenia wieczorku mickiewiczowskiego, władze uznały że związane to było z oddziaływaniem m.in. Sawickiego i przeniosły go do gimnazjum w Czerniowcach, a w 1861 do Sambora. W 1862 zrezygnował z pracy i powrócił do Krakowa, Początkowo był nauczycielem domowym u Adama Potockiego w Krzeszowicach, następnie poświęcił się dziennikarstwu. W latach 1863–1865 członek redakcji "Czasu", gdzie pisał artykuły dotyczące zagadnień prawnych, szkolnych oraz szeroko pojmowanego wychowania. W 1864 był sądzony za artykuł w którym obwiniał austriackie władze o wprowadzenie języka niemieckiego w szkolnictwie w Krakowie. Wyrok 6 tygodni aresztu został anulowany przez Sąd Najwyższy. 
Był uważany za autorytet w sprawach językowych. Od 1861 członek korespondent Towarzystwa Naukowego Krakowskiego. Był członkiem komisji zajmującej się zagadnieniem poprawności i czystości języka polskiego TNK a następnie od lutego 1864 Komisji Językoznawczej. Był współzałożycielem i przez długie lata prezesował Polskiemu Towarzystwu Pedagogicznemu w Galicji (1873-1891). Jego działalność pedagogiczna koncentrowała się na następujących kierunkach: - popularyzacja europejskiej nauki, pedagogicznej, - walka o narodowy charakter szkoły, - kształcenie nauczycieli, - teoria wychowania. Pisał także podręczniki, opowiastki szkolne i rozprawy z teorii wychowania. Z języków obcych przetłumaczył kilkanaście książek pedagogicznych. 
Polityk konserwatywny związany ze stańczykami. W latach 1865–1880 poseł na Sejm Krajowy Galicji. W I kadencji Sejmu został w 1865 roku wybrany w kurii I (wielkiej własności ziemskiej) w wyborach uzupełniających w obwodzie stryjskim po rezygnacji Aleksandra Stanisława Dzieduszyckiego. W II kadencji (1867-1869) i III kadencji (1870-1876) w III kurii (miejskiej) w okręgu 5 (Tarnopol), zaś w IV kadencji (1877-1882) z kurii I (wielkiej własności ziemskiej) z obwodu 3 (przemyskiego). W sejmie był znany jako dobry mówca parlamentarny. Członek komisji petycyjnej i sekretarz komisji edukacyjnej. Szczególnie w tej ostatniej rozwinął szeroką działalność, m.in. przedstawił projekt podziału szkolnictwa ludowego na wiejskie i miejskie o wyższym poziomie i odsunięcia duchowieństwa od zarządzania szkolnictwem oraz organizacji Rady Szkolnej Krajowej. Domagał się tworzenia szkół przemysłowych zamiast szkół realnych niższych jak i wyższych. W czasie dyskusji w sprawie języka wykładowego w szkołach ludowych i średnich opowiedział się za językiem polskim; dopuszczając jedynie język ruski w szkołach ludowych. Na jego wniosek podręczniki dla szkół ludowych były drukowane w Zakładzie Ossolińskich we Lwowie a nie jak do tej pory w Wiedniu. W 1868 w dyskusji ad ustawą o języku wykładowym na uniwersytetach krakowskim i lwowskim opowiedział się za językiem polskim i niewielkim udziałem języka ruskiego. Jako sprawozdawca Komisji Edukacyjnej przedstawił w 1868 projekt ustawy o seminariach nauczycielskich, opowiadając się za zmianami w dotychczasowym sposobie kształcenia nauczycieli szkół ludowych w Galicji. Wielokrotnie wypowiadał się w sprawach szkolnych, m.in. w 1872 wystąpił przeciw obniżeniu płac nauczycielskich o 20%, w 1876 był za ułatwieniem uczniom seminariów nauczycielskich odbywania służby wojskowej. Był także członkiem Rady Szkolnej Krajowej (1867-1893) - gdzie opowiadał się za tym by sprawami edukacji i wychowania publicznego kierował Sejm Krajowy a także  za niezawisłością rad szkolnych okręgowych od administracji państwowej.
Poseł do austriackiej Rady Państwa II kadencji (20 maja 1867 - 15 września 1869 i 11 grudnia.1869 - 31 marca 1870), III kadencji (15 września 1870 - 10 sierpnia 1871), IV kadencji (28 grudnia 1871 - 21 kwietnia 1873), wybieranym w kurii VIII – jako delegat z grona posłów miast Brody i Tarnopol. Powtórnie był posłem w VII kadencji (22 września 1885 - 23 stycznia 1891) wybranym w kurii II (gmin miejskich) z okręgu nr 6 (Przemyśl–Gródek). Był członkiem frakcji posłów konserwatywnych a w latach 1867-1870 sekretarzem Koła Polskiego. Czynnie uczestniczył w obradach parlamentu austriackiego zabierając głos w sprawach szkolnych, konsekwentnie domagając się przyznania krajom koronnym szerokiej autonomii w dziedzinie oświaty. Wspólnie z liberałami niemieckimi głosował za zniesieniem kary śmierci. W 1869 sprzeciwił się wnioskowi dotyczącemu zmiany ustawy o szkołach ludowych. Współzałożyciel a następnie działacz powołanego w 1869 z inicjatywy ks. Adama Sapiehy, Klubu Rezolucjonistów skupiającego polityków umiarkowanych, którzy chcieli walczyć - legalnie, ale stanowczo w parlamencie wiedeńskim - o realizację uchwały sejmu galicyjskiego z 24 IX 1868, zawierającej program szerokiej autonomii Galicji. Po 1870 zaczął się dystansować do bieżącej polityki tak że w latach osiemdziesiątych zaliczano go już do tzw. dzikich, posłów nie należących do żadnego ugrupowania. W r. 1870 na zaproszenie ministra oświaty K. Stremayera wszedł w skład Ankiety obradującej w Wiedniu w sprawie reformy szkół ludowych.
W 1866 przeniósł się do Lwowa gdzie był tu urzędnikiem (1866-1872) a następnie członkiem Wydziału Krajowego (1874-1893), Jednocześnie w latach 1871-1892 dyrektor męskiego Seminarium Nauczycielskiego we Lwowie. W 1892 przeszedł na emeryturę. Członek Wydziału Towarzystwa Gimnastycznego „Sokół” we Lwowie w 1867 roku. W jego domu we Lwowie zbierali się politycy, posłowie, literaci, uczeni, m.in. Adam Asnyk, Ludwik Kubala, Stanisław Tarnowski, Kazimierz Chłędowski. Jak pisał ten ostatni Państwo Sawczyńscy mieszkali obecnie we Lwowie, on bowiem został urzędnikiem Wydziału Krajowego, a nadto wybranym był posłem do Rady Państwa. Pan Sawczyński prosił mnie, aby ich odwiedzić a dom ich stał się dla mnie najmilszym domem we Lwowie. Państwo S. mieszkali w Rynku, w kamienicy Dymata, handlującego kościelnymi rekwizytami dla ruskich cerkwi. Pani Jadwiga Sawczyńska niepospolitą była kobietą, bardzo wykształcona u oczytana , o trafnym sądzie, zajmowała się wszystkim: polityką, literaturą , teatrem , zgromadzała wokół siebie wielu znakomitych ludzi. W latach 1878–1879 był członkiem komitetu ustanowionego do nadzorowania sceny i opery polskiej. Wszedł też w skład komisji literackiej, ustanowionej w fundacji Franciszka Kochmana, mającej wspierać literatów polskich. Zmarł we Lwowie, pochowany na Cmentarzu Łyczakowskim.

## Prace Zygmunta Sawczyńskiego
- Die Neu-Burgundischen Reiche von ihrer Entstehung bis zur Vereinigung unler Rudolf II, Kraków 1857-1860
- Języki wschodniej części kraju naszego w stosunku do siebie i do szkół uważane, Kraków 1861,
- Benjamin Franklin. Jerzy Waszyngton. Żywoty. W stuletnią rocznicę ogłoszenia niepodległości Stanów Zjednoczonych północnej Ameryki, Lwów 1867,
- Odpowiedź na uwagi Dra Stefana Pawlickiego o przekładzie Zarysu psychologii Dra Crügera, Kraków 1878
- Ksiądz Felix Dupanloup, biskup orleański : wspomnienie pośmiertne, Lwów 1879
- Dzieje powszechne, Kraków 1880

## Rodzina
Pochodził z ukraińskiej rodziny greckokatolickiej, syn oficjalisty dworskiego Daniela i Leonardy z Dudzińskich. Jego żoną od 1858 była Jadwiga z Ekielskich (1838-1906). Mieli dwoje dzieci: syna  historyka Jana Henryka (1861-1923) i Leonię (1864-1943) żonę Franciszka Paszkowskiego.

## Literatura
- Zbigniew Fras, Sawczyński Zygmunt (1826-1893), Polski Słownik Biograficzny, t. 35, Warszawa-Kraków 1994, s. 290-294
- Ryszard Sadaj: Kto był kim w Galicji. Kraków, 1993. ISBN 83-7081-089-6.
- Alina Szklarska-Lohmannowa, Sawczyński, Zygmunt (1826-1893), Pädagoge und Politiker, Österreichisches Biographisches Lexikon 1815-1950, Bd. 10 (Lfg. 46, 1990), S. 2f.
- Andrzej Kliś, Z dziejów galicyjskiej myśli pedagogicznej Zygmunt Sawczyński (1826-1893), "Rocznik Naukowo-Dydaktyczny" 1994, Z. 174, Prace z Historii Oświaty i Wychowania 4, s. 197-202